# Terreiro das Bruxas
O Terreiro das Bruxas é uma aldeia da freguesia de Santo Estêvão e Moita, concelho do Sabugal e distrito da Guarda, em Portugal.
A aldeia foi afetada pelos incêndios de outubro de 2017, neles tendo morrido um homem de 73 anos.